# Phare de Wood Islands (Range Rear)
Le phare de Wood Islands (Range Rear) était un phare d'alignement du port de Wood Islands situé sur la côte sud du Comté de Queens (Province de l'Île-du-Prince-Édouard), au Canada. Il se trouve maintenant dans le Wood Islands Provincial Park (en).

## Histoire
Le phare de Wood Islands, mis en service en 1876, fonctionnait avec deux autres phares d'alignement. Le feu avant du port et le feu arrière ont été mis en service le 6 septembre 1902.
En 1940-41, ils ont été réinstallés sur la jetée sud à l'entrée du port lorsque le service du ferry entre Wood Islands et Caribou (Nouvelle-Écosse) a été mis en place.
Les feux d'alignement ne sont plus actifs depuis 2007. Les feux d'alignement, placés en ligne, sont utilisés comme une aide à la navigation pour une entrée dans un chenal étroit et/ou peu profond. Il s'agit généralement de feux distinctifs fonctionnant en paire, la balise avant étant plus basse que l'arrière, pour former une ligne directrice. Le plus proche est la lumière avant (Range Front) et le plus éloigné est le feu arrière (Range Rear). Lorsque les deux lumières sont alignées, le navire est sur un tracé correct. Si un navire vire trop loin vers la droite, le feu arrière semble dériver vers la droite de la ligne du feu avant ; si l'erreur est à gauche, la dérive arrière est à gauche.

## Description
Le phare arrière est une tour pyramidale blanche en bois de 10 m de haut, avec une galerie lanterne carrée. Il émettait une lumière fixe rouge ou jaune, à une hauteur focale de 11,4 m, un éclat blanc toutes les 10 secondes. Sa portée nominale est de 6 milles nautiques (environ 11 km).
Autrefois situé à la fin du brise-lames est du port de Wood Islands, il a été désactivé en 2007. En 2013, le phare a été transféré proche du phare de Wood Islands encore en activité. La tour s'est fermée et elle est sous l'autorité du parc provincial de Wood Islands.
Identifiant : ARLHS : CAN-537 - ex-Amirauté : H-0964.1 - ex-NGA : 8172 - CCG : 0974 .
|              |
| Wood Islands |

### Lien connexe
- Liste des phares de l'Île-du-Prince-Édouard